# Doble moral
La doble moral és un criteri moral que s'aplica amb més rigor en un grup (o individu) que en un altre. La doble moral és injusta perquè viola el principi de justícia conegut com a imparcialitat. La imparcialitat és el principi segons el qual els mateixos criteris s'apliquen a totes les persones sense parcialitat ni favoritisme. La doble moral viola aquest principi, ja que té en compte les persones segons diferents criteris.
Encara que la doble moral, en general, és una pràctica que es condemna, a la pràctica és molt comuna el seu ús. Els esforços per defensar una situació en la qual s'al·legui l'existència d'una doble moral acaben negant que aquesta s'estigui aplicant, o bé, s'intenta acabar amb la discussió donant una bona raó per al tracte diferent.
Per exemple, als nens se'ls prohibeix realitzar actes tals com prendre licor i fumar, mentre que als adults sí que se'ls permet realitzar-los, malgrat que els motius per a la prohibició als nens poden aplicar-se sense menyscapte en els adults: pèrdua de la lucidesa, trastorns psicològics, causa de malalties en el sistema respiratori, mal alè, etc.
Aquesta forma de tractament diferenciador podria catalogar-se com una doble moral perquè dos grups socials són sotmesos a criteris morals diferents. No obstant això, si una persona vol defensar el tracte desigual pot argüir que existeix una bona raó per a aquesta segregació (continuant amb l'exemple): els nens són, inherentment, menys capaços d'assumir actituds madures en relació amb el fumador. L'argument en contra d'aquesta justificació és que els nens no tenen per què ser inherentment menys capaços de prendre bones decisions, ja que hi ha persones que són més madures en la seva capacitat de prendre decisions que altres de la mateixa edat, per tant l'edat és un criteri arbitrari.
Per tant, davant de l'acusació d'un tracte desigual, el que es dona és una justificació "adequada" per al tractament diferent i no un empenyorament en eliminar el tracte desigual pròpiament dit. Aquest mecanisme és molt comú en els centres de poder, com les religions i els governs.
Existeix una distinció subtil entre la doble moral i la hipocresia. Aquesta última implica l'acceptació d'un sol criteri moral, però el seu incompliment sistemàtic a la pràctica. Un home que es dona el dret a tenir aventures extramatrimonials i que li nega aquest dret a la seva esposa, maneja una doble moral; d'altra banda, un que condemna l'adulteri mentre manté una amant és un hipòcrita.

## Exemples de doble moral
Un exemple tradicional en moltes societats és el cas de l'adulteri quan aquest és acceptat per a un espòs i negat a una esposa que desitgi tenir un amant. De la mateixa manera, un home que té sexe amb moltes dones pot ser anomenat "galant", mentre que una dona que té sexe amb molts homes pot ser anomenada "prostituta", "gossa", "puta", etc. Una altra doble moral és l'"autorització" d'atacs entre membres de gèneres i ètnies diferents. Per exemple, en alguns països, incloent molts llatinoamericans, les acusacions de "racisme" o "sexisme" poden ser argumentades per involucrar casos de doble moral, ja que és percebut com una cosa acceptable que una persona d'ascendència afrocaribenya usi en públic termes derogatoris contra persones caucàsiques, mentre que l'ús per part d'aquests últims de termes derogatoris contra persones d'altres ètnies pot representar un atac racial més significatiu. Generalment ocorre que les dones poden usar termes ofensius cap als homes amb major llibertat que els homes cap a les dones. Aquests dos casos de doble moral constitueixen el revers de dobles morals de major pes i més acceptades en el passat.
L'antic aforisme llatí "Quod licet Iovi, non licet bovi" ('El que és lícit per a Júpiter, no és lícit per a tots') capta la idea de les relaxades normes de comportament que l'elit aplica a si mateixa i les normes més aspres que aplica a les masses.